# 瓦迪斯瓦夫三世·雅盖隆契克
瓦迪斯瓦夫三世（波蘭語：Władysław III Warneńczyk，1424年10月31日—1444年11月10日），也被称作“瓦尔纳的拉斯洛”（英語：Ladislaus of Varna），雅盖隆王朝时期的波兰王國国王（1434年-1444年在位）和匈牙利国王（称乌拉斯洛一世，匈牙利语：I. Ulászló；1440年-1444年）。
瓦迪斯瓦夫三世是雅盖隆王朝时期的波兰的统治者亚盖洛的长子，继承了其父的波兰王位。他在教皇尤金四世的支持下，与德意志兼匈牙利国王阿尔布雷希特二世的遗孀伊丽莎白为争夺匈牙利王位进行内战，最终从阿尔布雷希特年幼的儿子拉迪斯劳斯手中夺取了匈牙利的王冠。
瓦迪斯瓦夫三世在匈牙利建立的统治带来了与奥斯曼帝国发生冲突的危险。鄂圖曼的苏丹们觊觎匈牙利已久，而瓦迪斯瓦夫三世也已向教皇许诺组织反对土耳其人的十字军。1444年11月10日，瓦迪斯瓦夫三世在保加利亚的瓦尔纳与苏丹穆拉德二世率领的奥斯曼大军发生激战，结果在这场战斗中阵亡。他因此得到外号：“瓦尔纳的”（Warneńczyk）。

## 早年

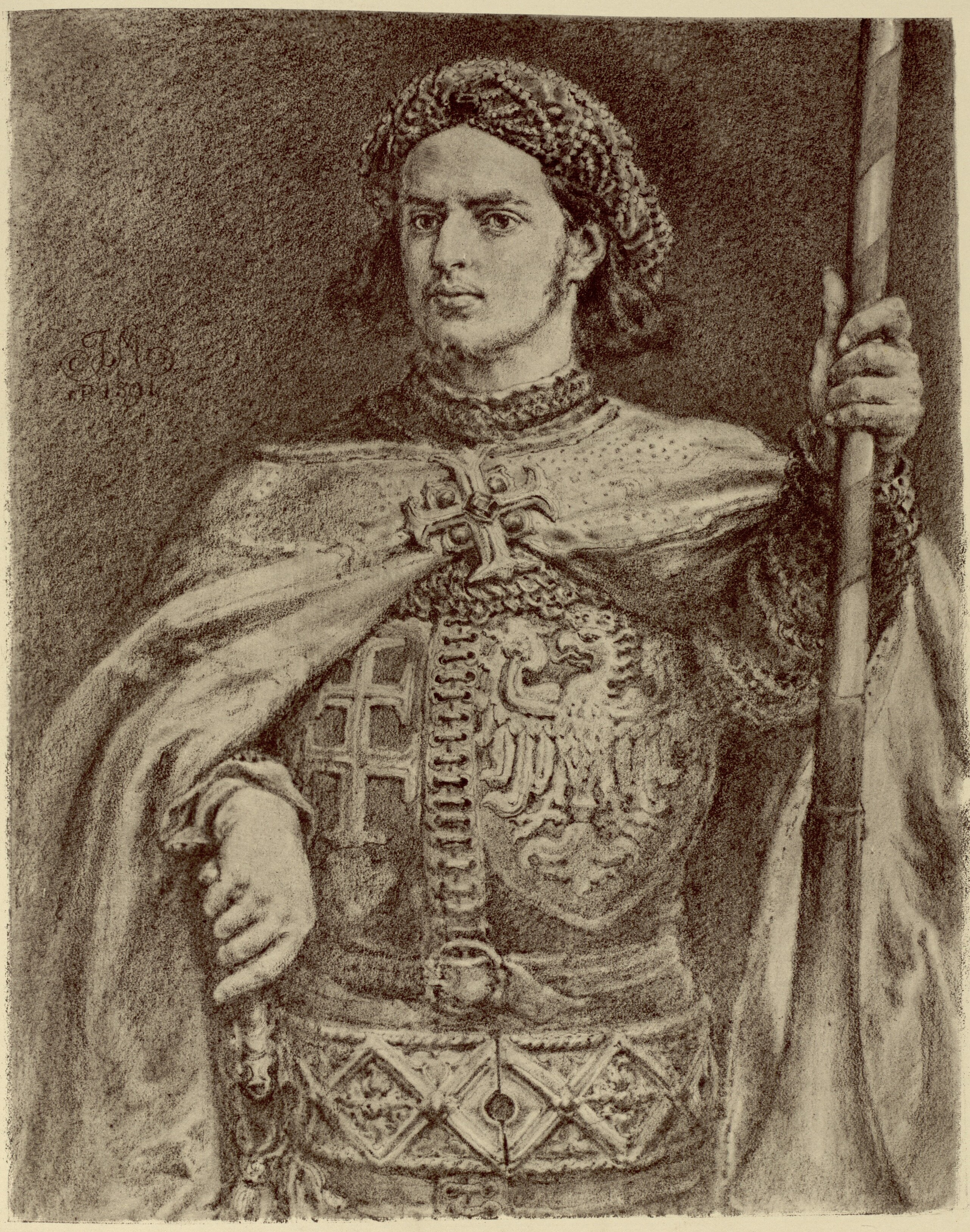
瓦迪斯瓦夫三世

瓦迪斯瓦夫是雅盖沃和索菲娅的长子。自十岁登基起，瓦迪斯瓦夫便立刻被由兹比格涅夫·奥莱希尼茨基领导的顾问团包围了，后者希望继续享有他在法庭上的显赫地位。除此之外，年轻的瓦迪斯瓦夫和他雄心勃勃的母亲都意识到反对者的存在。尽管他的父亲雅盖沃和波兰权贵间签订了协议，确保了瓦迪斯瓦夫的继承权，但反对者仍然想要另一位波兰王位的候选人——来自勃兰登堡的腓特烈二世，瓦迪斯瓦夫的亲姐姐黑德維希·亞蓋隆是他的第二任妻子。但黑德維希的死令这一阴谋烟消云散，据传，她是被王后索菲娅毒死的。

## 政治和军事生涯

### 波兰国王

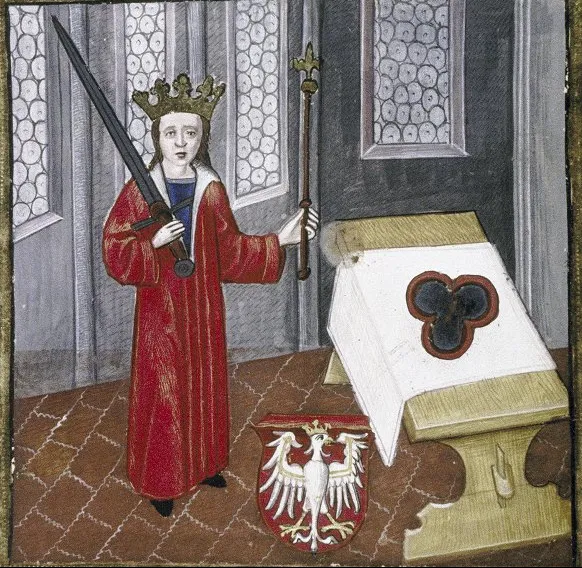
15世紀祈禱書中描繪的年幼瓦迪斯瓦夫三世形象。盾牌上可見波蘭國徽白鷹圖案

1434年7月25日，瓦迪斯瓦夫三世由高齡的沃伊切赫·亞斯琴別茨在瓦維爾主教座堂加冕。 有證據表明，加冕儀式受到奧列希尼茨基主教的密切監督，他在安排授權過程中發揮了關鍵作用。 根據奧列希尼茨基所制定的《波蘭國王加冕儀式指引》（Ordo ad cornandum ad regem Poloniae），加冕儀式中的正式程序有所變動，特別是年幼的國王必須在塗油禮和接受波蘭王室標誌之前宣誓效忠。 此舉意在表明國王臣服於貴族特權之下，即國王之位取決於波蘭皇家選舉中貴族階層的認可，而非世襲權利。 此外，王冠與權杖等王室標誌交予官員保管，而非置於祭壇上，象徵瓦迪斯瓦夫三世年幼，且官員在加冕過程中扮演積極角色。 原本國王應手持寶劍向四方劃十字聖號的儀式也被取消。
編年史家扬·杜戈什（拉丁語名：Johannes Longinus）記載說，身著王袍的瓦迪斯瓦夫三世，在奧列希尼茨基主教及帕夫沃維采的斯坦尼斯瓦夫——普沃茨克主教的陪同下，從瓦維爾城堡出發，前往迎接市民。 然而，因主教與馬佐夫舍親王在王室加冕儀式隊列順序及座位安排上的爭執，最終在克拉科夫市政廳舉行了市民效忠禮來取代傳統的封建臣服禮。

### 征戰立陶宛

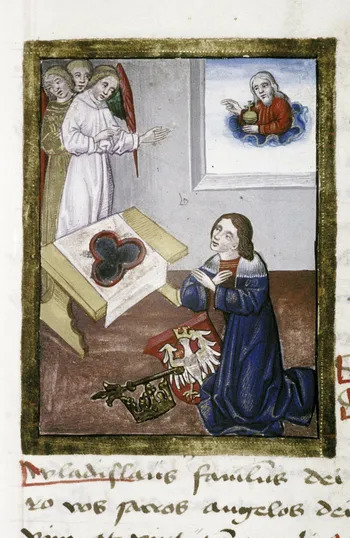
15世紀，收藏於牛津大學博德利圖書館的祈禱書中描繪的瓦迪斯瓦夫三世

瓦迪斯瓦夫三世在即位初期面臨一些挑戰，特別是繼承自立陶宛大公國的局勢極為不穩，隨之爆發的立陶宛內戰對波蘭在當地的利益構成了威脅。衝突起因於瓦迪斯瓦夫的伯父什維特里蓋拉拒絕向其兄長喬加拉效忠，並宣稱政治獨立，危及了波蘭-立陶宛聯盟。 什維特里蓋拉隨後在沃里尼亞與波立聯軍作戰，並建立了反波蘭的聯盟。 1431年6月，他與條頓騎士團達成協議，該騎士團隨即對波蘭發動突襲並入侵波蘭領土。 在與條頓騎士團達成停戰協議後，當瓦迪斯瓦夫登基為王時，戰事又再度爆發。局勢迅速轉為一場外交戰，波蘭方面試圖離間立陶宛貴族，促使他們推翻什維特里蓋拉。
一支由雅庫布·科比蘭斯基率領、約4000人的波蘭部隊支援了由齊格蒙特·凱斯圖塔伊蒂斯和米哈伊爾·日吉曼塔伊蒂斯領導的立陶宛人；他們的聯軍於1435年9月1日在維爾科梅日戰役中擊敗了什維特里蓋拉及其盟友齊格蒙特·科雷布特與利沃尼亞騎士團。 什維特里蓋拉向東方逃亡，但最終失去大公國內魯塞尼亞人的支持，於1438年流亡至摩爾達維亞，內戰由此結束。 然而，隨著齊格蒙特·凱斯圖塔伊蒂斯於1440年3月20日遇刺，局勢再度動盪。瓦迪斯瓦夫的弟弟卡齊米日四世·亞捷隆於1440年6月29日被約納斯·戈什陶塔斯及立陶宛領主議會推舉為大公。 此舉引起波蘭宮廷的不滿，尤其是因為卡齊米日年幼且波蘭人原本希望由一位聽命於波蘭的總督統治立陶宛。 無論結果如何，瓦迪斯瓦夫仍根據1413年霍羅德沃聯盟的條款，持續使用立陶宛至高大公的頭銜直到去世。
這場戰役對於打擊利沃尼亞騎士團也具有重要意義，其大團長弗朗科·克爾斯科爾夫及多名指揮官（komtur）在戰役中陣亡或被俘。 1435年12月4日的利沃尼亞聯盟協定正式終結了其十字軍性質，並於同年12月31日在布熱希奇·庫亞夫斯基簽訂了布熱希奇·庫亞夫斯基和約，條頓騎士團與利沃尼亞騎士團承諾不再干涉波蘭與立陶宛的內政。 這也標誌著波蘭-條頓戰爭的正式結束。 此外，任何騎士團與教皇或神聖羅馬皇帝之間的聯繫，都將被視為違反條約。 由於年幼，瓦迪斯瓦夫無法直接參與和平談判，談判主要由外交官或神職人員進行。

### 匈牙利國王

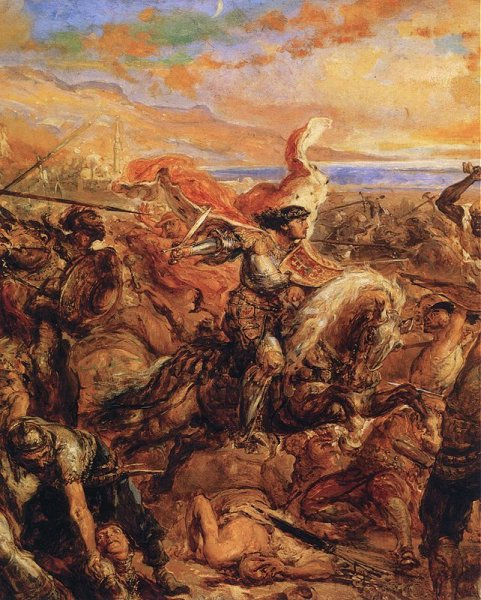
1444年在瓦爾納戰役的瓦迪斯瓦夫，19世紀波蘭畫家揚·馬泰伊科繪

1439年匈牙利王阿爾布雷希特二世病死，其遺孀伊麗莎白已懷孕（隔年初生下遺腹子拉斯洛五世），但匈牙利貴族們為免王權架空且急需成年、國力強大的鄰國君王來保衛匈牙利，遂在議會上選出波蘭國王瓦迪斯瓦夫三世（17歲）繼任，在匈牙利稱作「烏拉斯洛一世」。在匈牙利王國大元帥匈雅提的幫助下，瓦迪斯瓦夫擊敗「偽國王」──奧地利大公拉斯洛五世（1440年5月嬰兒拉斯洛被母親伊莉莎白直接立為匈王）的勢力，並因為許諾發起反土十字軍，獲得教宗尤金四世的支持而結束內戰（雖然伊莉莎白將兒子和匈牙利聖伊什特萬皇冠帶離匈牙利，使瓦迪斯瓦夫沒有神聖的正規王冠可戴）。

### 身殞瓦爾納

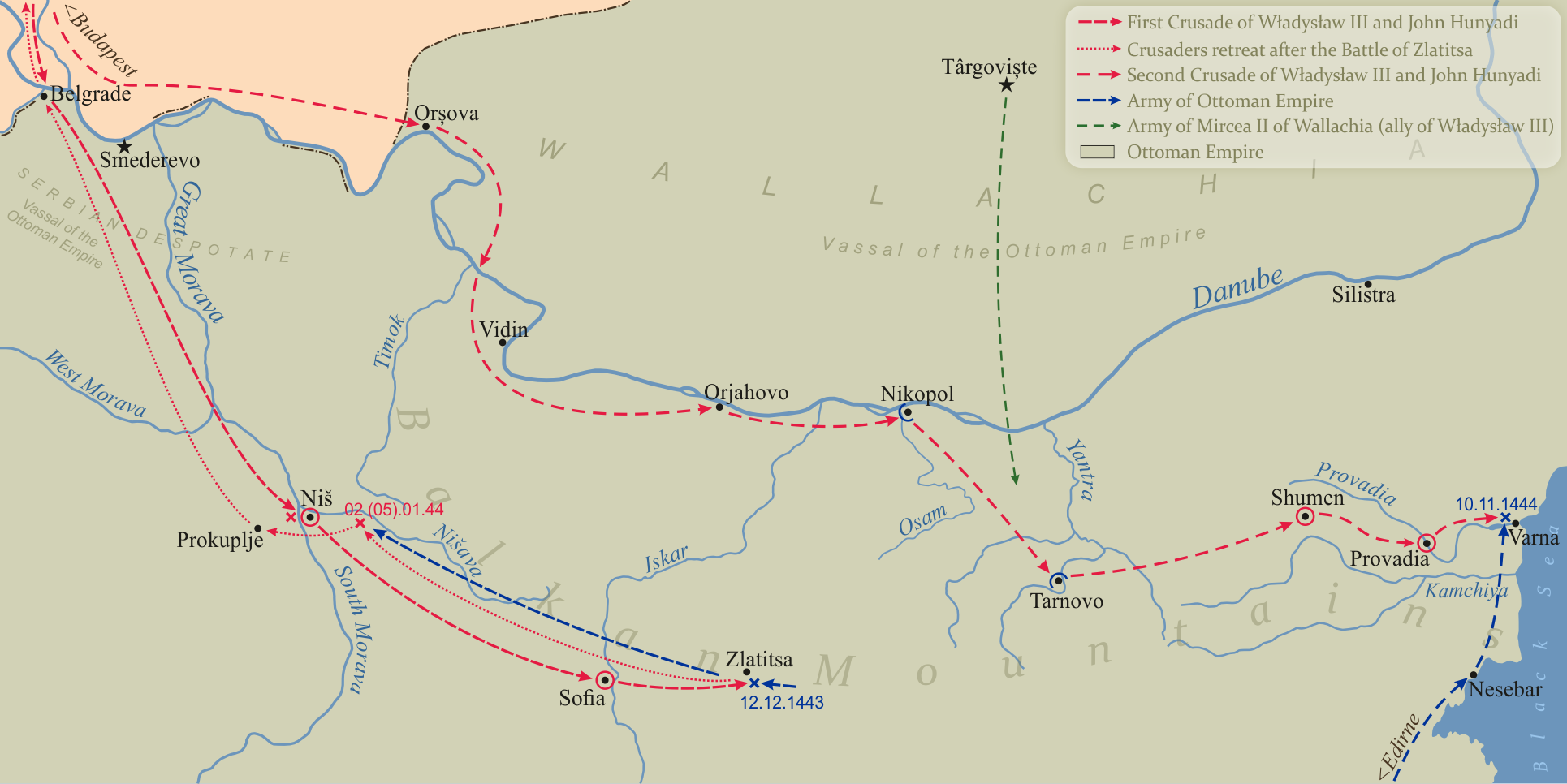
1443-1444年瓦爾納十字軍的路線圖，3萬大軍由國王瓦迪斯瓦夫三世·雅蓋隆契克和匈雅提領軍

在教宗和威尼斯出錢出船的大力資助下，1443年，瓦迪斯瓦夫和匈雅提率3万人进兵巴尔干。一開始征戰順利，逼迫鄂圖曼帝国于1444年7月1簽訂和約，當時苏丹穆拉德二世做出很大讓步後，在泰斯河畔签订了10年休战的《塞格德和约》，土耳其答應要：退還所占领的匈牙利领土，同时赔款10万金弗罗林；而瓦迪斯瓦夫也發誓10年內不越過多瑙河、不干涉土耳其在巴爾幹半島的征戰。但和约才刚签订，两天後瓦迪斯瓦夫就在紅衣主教朱利安·塞薩里尼（教皇的親信特使）的唆使下，拋棄對上帝的誓言、撕毀和約並跨越多瑙河（紅衣主教開解國王：對異教徒發的誓言不在上帝旨意之內，上帝會原諒國王這次的違約），他的违约导致战火再起。

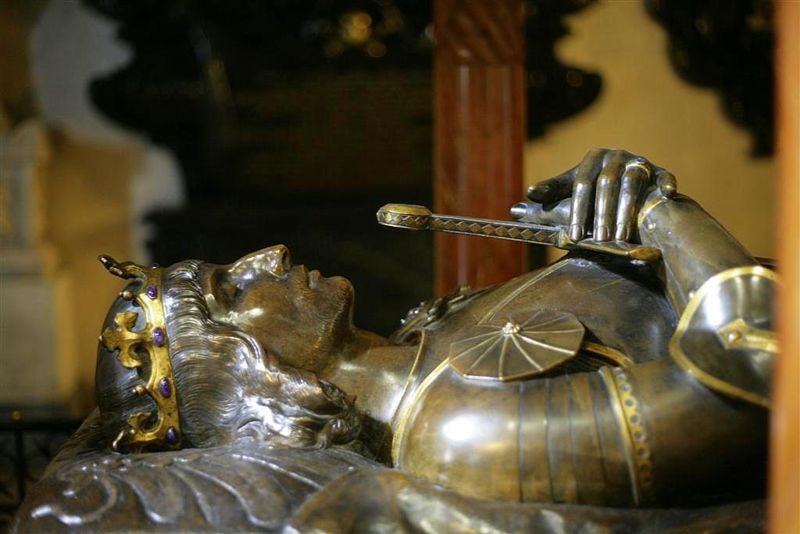
瓦迪斯瓦夫的衣冠塚，存放於瓦维尔大教堂

當1444年11月瓦爾納戰役纏鬥高峰、勝負未分之時，率領右翼奮戰的匈雅提派人請國王殿後指揮，切勿和土軍短兵相交，但年輕好勝的瓦迪斯瓦夫反而率親軍躍入前鋒，想穿越土耳其禁衛軍陣線、陣斬鄂圖曼蘇丹穆拉德二世，結果國王卻中伏墜馬、直接戰死，導致十字軍徹底崩潰（匈雅提拚死想搶回國王的遺體，但以失敗告終）。
瓦爾納戰死讓他因此得到外号：“瓦尔纳的”（Warneńczyk），他的遺物被运回波蘭首都克拉科夫，做成衣冠塚安葬。因瓦迪斯瓦夫三世尚未成婚，故无子嗣，他死後使匈牙利的合法继承人仅剩下了四岁的拉斯洛五世，匈牙利貴族議會遂讓拉斯洛即位匈王。波兰方面则陷入了三年的空位期，之后由其弟卡齐米日四世即位。

### 來源
- Ágoston, Gábor. . Princeton: University Press. 2023. ISBN 9780691205397.
- Beller, Steven. . Cambridge University Press. 2006. ISBN 9780521478861.
- Besala, Jerzy. . Poznań: Wydawn. Podsiedlik-Raniowski i Spółka. 2003. ISBN 9788373414341.
- Błachowska, Katarzyna. . Warszawa (Warsaw): Neriton. 2009. ISBN 9788375430769 （波兰语）.
- Bunar, Piotr; Sroka, Stanisław. . Kraków: Universitas. 1996. ISBN 9788370524449 （波兰语）.
- Cazacu, Matei. . Leiden: Brill. 2017. ISBN 9789004349216.
- Davis, G. Doug. . Lanham: Lexington Books. 2024. ISBN 9781666958706.
- Długosz, Jan.  4. Kraków: Czas. 1869. OCLC 919560600 （波兰语）.
- Duczmal, Małgorzata. . Kraków: Wydawnictwo Literackie. 1996. ISBN 9788308025772 （波兰语）.
- Frost, Robert I.  1. Oxford: University Press. 2018. ISBN 9780192568144.
- Gieysztor, Aleksander. .  7. Cambridge University Press. 1998: 734–735. ISBN 0-521-38296-3.
- Giurescu, Constantin C.; Matei, Horia C. . Editura științifică și enciclopedică. 1976 （法语）.
- Jasienica, Paweł. . Miami: American Institute of Polish Culture. 1978. OCLC 837234270.
- Jefferson, John. . Leiden: Brill. 2012. ISBN 9789004229259.
- Kiaupa, Zigmantas.  English. Vilnius: Lithuanian Institute of History. 2000: 154–155. ISBN 9986810132.
- Kiaupienė, Jūratė. . . Vilnius: Elektroninės leidybos namai. 2008. ISBN 9986921694 （立陶宛语）.
- Kiliński, Teodor. . Poznań: Kamieński i Spółka. 1872. OCLC 1412087021 （波兰语）.
- Korytkowski, Jan. . Gniezno: Langi. 1883. OCLC 1355986126 （波兰语）.
- Kwiatkowski, Saturnin. . Lwów: Gubrynowicz i Schmidt. 1883. OCLC 749409692 （波兰语）.
- Lewandowski, Piotr. . Będzin: e-bookowo.pl. 2014. ISBN 9788378594239 （波兰语）.
- Mačiukas, Žydrūnas. . Lietuvos žinios. 2015  [2016-06-03]. （原始内容存档于2016-09-23） （立陶宛语）.
- Malone-Lee, Michael. . Abingdon, Oxon: Routledge. 2023. ISBN 978-1-003-37115-1. OCLC 1412038889. doi:10.4324/9781003371151.
- Michalik, Marian B.; Małecki, Jan M.; Kurz, Andrzej. . Kraków: Wydawn. Kronika. 1996. ISBN 9788386079070 （波兰语）.
- Michałowska, Teresa.  First. Warszawa (Warsaw): Wydawnictwo Naukowe PWN. 1995: 697–706. ISBN 8301114525 （波兰语）.
- Mikulec, Jiří; Polívka, Miloslav.  1. Praha (Prague): Historický ústav Akademie věd České republiky. 2007. ISBN 9788072861163 （捷克语及波兰语）.
- Murray, Alan V. . Santa Barbara: ABC-CLIO. 2006. ISBN 9781576078631.
- Museranu, Camil. . Las Vegas: Histria Books. 2018. ISBN 9781592111152.
- Muzeum Historii Polski. . muzhp.pl.   [27 March 2024].
- Nowakowska, Natalia. . Taylor & Francis, Routledge. 2017. ISBN 9781351951555.
- Pálosfalvi, Tamás. . Kristó, Gyula  (编). . Szukits Könyvkiadó. 2002: 139–150. ISBN 963-9441-58-9 （匈牙利语）.
- Olejnik, Karol. . Szczecin: Wydawn. Archiwum Państwowego "Dokument". 1996. ISBN 9788386992102 （波兰语）.
- Pac, Teresa. . Lanham, Maryland: Lexington Books. 2022. ISBN 9781793626929.
- Piechocki, Katharina N. . Chicago: University Press. 2021. ISBN 9780226816814.
- Pope Pius II. . Washington D.C.: Catholic University of America Press. 2013. ISBN 9780813221823.
- Prokop, Krzysztof Rafał. . Kraków: WAM. 2001. ISBN 9788370978655 （波兰语）.
- Reddaway, W. F.; Penson, J. H.; Halecki, Oskar; Dyboski, R. . Cambridge: University Press. 1950. ISBN 978-1-001-28802-4. OCLC 877250752.
- Scott, Hamish M.  2. Oxford: University Press. 2015. ISBN 9780199597260.
- Setton, Kenneth Meyer.  6. Madison: University of Wisconsin Press. 1969. ISBN 9780299107444.
- Setton, Kenneth Meyer.  2. Philadelphia: American Philosophical Society. 1976. ISBN 9780871691149.
- Shirogorov, Vladimir. . Lexington Books. 2021. ISBN 9781793622419.
- Šmahel, František. . Pánek, Jaroslav; Tůma, Oldřich  (编). . Charles University in Prague. 2011: 149–187. ISBN 978-80-246-1645-2.
- Sokołowski, August; Inlender, Adolf.  2. Vienna: Moritz Perles. 1897. OCLC 726801449 （波兰语）.
- Solymosi, László; Körmendi, Adrienne. . Solymosi, László  (编). . Akadémiai Kiadó. 1981: 188–228. ISBN 963-05-2661-1 （匈牙利语）.
- Spórna, Marcin; Wierzbicki, Piotr; Wygonik, Edyta. . Kraków: Wydawn. Zielona Sowa. 2004. ISBN 9788372205605 （波兰语）.
- Stone, Daniel Z. . University of Washington Press. 2014. ISBN 9780295803623.
- Sužiedėlis, Saulius. . Lanham: Scarecrow Press. 2011. ISBN 9780810875364.
- Sužiedėlis, Simas (编). .  V. Boston, Massachusetts: Juozas Kapočius: 348–350. 1970–1978. LCCN 74-114275.
- Urban, William. . Chicago: Lithuanian Research and Studies Center. 2003: 311–313. ISBN 0929700252.
- Topolski, Jerzy. . Warsaw: Interpress. 1986. ISBN 9788322321188.
- Treptow, Kurt. . Las Vegas: Histria Books. 2022. ISBN 9781592112142.
- Wolnicka, Agnieszka. . ciekawostkihistoryczne.pl. Ciekawostki Historyczne. 2017  [27 March 2024].
- ZPE. . zpe.gov.pl. Ministerstwo Edukacji i Nauki.   [17 March 2024] （波兰语）.
- Związek Literatów Polskich.  17. Warszawa (Warsaw): RSW "Prasa-Książa-Ruch". 1961. OCLC 1767892 （波兰语）.

| 瓦迪斯瓦夫三世·雅盖隆契克 雅蓋隆王朝出生于：1424年10月31日逝世於：1444年11月10日 | 瓦迪斯瓦夫三世·雅盖隆契克 雅蓋隆王朝出生于：1424年10月31日逝世於：1444年11月10日 | 瓦迪斯瓦夫三世·雅盖隆契克 雅蓋隆王朝出生于：1424年10月31日逝世於：1444年11月10日 |
| 王室頭銜                                                                         | 王室頭銜                                                                         | 王室頭銜                                                                         |
| -------------------------------------------------------------------------------- | -------------------------------------------------------------------------------- | -------------------------------------------------------------------------------- |
| 前任： 瓦迪斯瓦夫二世                                                            | 波兰国王 1434年-1444年                                                           | 繼任： 卡齐米日四世                                                              |
| 前任： 阿尔布雷希特二世                                                          | 匈牙利国王 1440年-1444年                                                         | 繼任： 拉斯洛五世                                                                |

1. ↑  特蕾莎·帕奇（Teresa Pac）在其著作《中世紀與當代波蘭的共同文化與差異意識形態》中誤將加冕日期記為1434年8月25日。[3]